# 坊秀男
坊 秀男（ぼう ひでお、1904年〈明治37年〉6月25日 - 1990年〈平成2年〉8月8日）は、日本の政治家。衆議院議員（11期）。財政政策に詳しく衆議院大蔵委員会理事、大蔵政務次官（第1次岸改造内閣）、自由民主党税制調査会長、厚生大臣（第44代）、大蔵大臣（第81代）などを歴任。

## 来歴・人物
和歌山県伊都郡出身。旧制第六高等学校を経て、1930年、東京帝国大学法学部法律学科を卒業後、都新聞、東京日日新聞記者を経て、大政翼賛会財務部副部長を務める。東日の大蔵省詰め記者時代に福田赳夫と知り合い、肝胆相照らす仲となる。1942年旧和歌山1区より翼賛政治体制協議会推薦で第21回衆議院議員総選挙に出馬するも落選する。翼賛選挙で推薦候補だったため戦後は公職追放。
戦後財政経済弘報社取締役社長、財政詳報社取締役社長を経て、1952年第25回衆議院議員総選挙で当選（当選同期に大平正芳・黒金泰美・内田常雄・丹羽喬四郎・灘尾弘吉・植木庚子郎・宇都宮徳馬・加藤精三・山崎巌・今松治郎・町村金五・古井喜実など）。以後連続11回当選を果たす。保守合同後は岸信介派－福田赳夫派（清和会）に所属。1957年7月、第1次岸改造内閣で大蔵政務次官を務める。1962年2月、自由民主党税制調査会長を務めた。1966年、第1次佐藤第3次改造内閣にて厚生大臣として初入閣するも医師優遇税制改正論者であったため、武見太郎率いる日本医師会としばしば対立した。その後1976年、福田赳夫内閣で大蔵大臣を務め、1980年政界を引退する。
空手道8段であり、日本空手道連盟和道会会長も務めた。1978年勲一等旭日大綬章受章。1990年8月8日、86歳で死去。